# Antônio Leme
Antônio Leme (Jacareí, 30 de julio de 1968) es un jugador de bochas adaptada paralímpico brasileño. Ganó la medalla de oro en los Juegos Paralímpicos de Verano de 2016 en Río de Janeiro, representando a su país en la categoría de parejas mixtas BC-3, junto a Evelyn de Oliveira y Evani Soares da Silva.